# Hot Spot (canção)
"Hot Spot" é uma canção da rapper americana Foxy Brown, lançada como primeiro single do seu segundo álbum Chyna Doll (1999) em 26 de outubro de 1998 pela Def Jam. Foi escrita por Inga Marchand, Shawn Carter, Maduro Hill, Jean Pierre Lawrence, Irving Lorenzo, Robert Mays, Keith Winfield e produzida por Irv Gotti, Lil' Rob.
Um vídeo para "Hot Spot" foi lançado em 1999 e ficou duas semanas consecutivas entre o mais executado da semana pelo canal afro-americano BET, em 31 na MTV e estava incluído na lista de clipes do canal Power-Play Musik Video.

## Desempenho nas paradas musicais

### Posições
| Paradas (1998/1999)                          | Melhor posição |
| -------------------------------------------- | -------------- |
| Estados Unidos - Billboard Hot 100           | 91             |
| Estados Unidos - Billboard R&B/Hip-Hop Songs | 22             |